# Michel Wackenheim
Pour les articles homonymes, voir Wackenheim.
Michel Wackenheim, né le 7 décembre 1945 à Mertzwiller dans le Bas-Rhin, est un prêtre catholique français.
Compositeur de chants liturgiques en langue française, il est archiprêtre de la cathédrale Notre-Dame de Strasbourg de juin 2009 jusqu’à septembre 2021. Responsable diocésain de liturgie, il est conseiller éditorial pour le Groupe Bayard.

## Biographie
Michel Wackenheim est le dernier-né d’une famille de quatre garçons dont trois sont prêtres. L’aîné, Joseph, mort en 2008, était médecin à Gueugnon ; Charles, professeur émérite de la faculté de théologie catholique de Strasbourg, vit retiré à Mertzwiller ; Gérard, ancien curé de Griesheim-sur-Souffel et de Wissembourg a exercé un ministère au Honduras de 2000 à 2012.
Il a fait ses études secondaires au collège de Landser, chez les pères Salésiens. Après une année de Lettres modernes, il entre au grand séminaire de Strasbourg en 1966 et plus tard à l’Institut supérieur de liturgie de Paris. Il a aussi fréquenté le Conservatoire de musique (classes d’écriture et de direction) et l’Institut de musicologie de Strasbourg.
Il a été ordonné prêtre par Léon-Arthur Elchinger en la cathédrale Notre-Dame de Strasbourg le 27 juin 1971. Il est nommé vicaire à la paroisse Saint-Maurice de Strasbourg puis en 1974 vicaire à la cathédrale où il crée la schola grégorienne. 
En 1981, il est nommé curé de la paroisse de Niederhaslach, puis en 1986 des paroisses d’Ittenheim et d’Achenheim, dont il rénove l’église et où il propose, une fois par mois, une messe en alsacien. En l’an 2000, il est nommé curé de la paroisse Saint-Louis de La Robertsau.
Jean-Pierre Grallet, archevêque de Strasbourg, le nomme chanoine du chapitre le 29 juin 2009 et archiprêtre de la cathédrale Notre-Dame de Strasbourg le 27 septembre 2009.
Michel Wackenheim est depuis 2009 membre du comité qui supervise l'horloge astronomique de la cathédrale de Strasbourg.

## Le compositeur

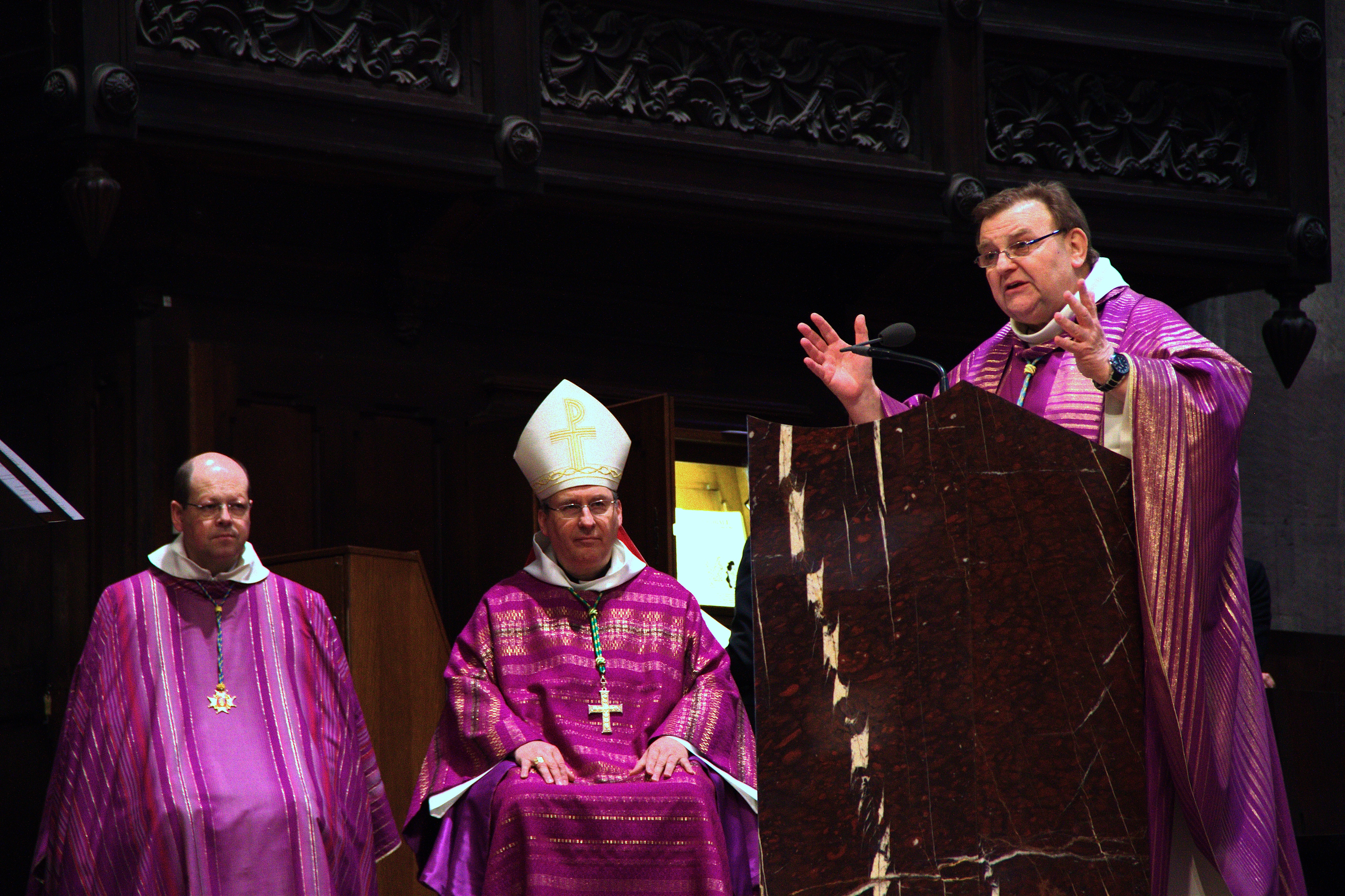
Le père Michel Wackenheim en chaire, lors des obsèques d’André Bord à cathédrale de Strasbourg en présence de Vincent Jordy le 18 mai 2013.

Passionné par le chant liturgique et la musique sacrée, Michel Wackenheim  crée plusieurs chorales d’enfants et publie de nombreux disques de musique religieuse. En 1980, il interprète l'album À chaque jour suffit sa rose conçu avec les paroliers Pierre Delanoé et Claude Lemesle et les musiques de Jean-Pierre Goussaud.
Grâce aux évolutions qui suivent le concile Vatican II, il œuvre au renouveau du chant liturgique avec Joseph Gelineau, Lucien Deiss, Mannick, Jo Akepsimas… Il compose près de mille chants et chansons, notamment les chants liturgiques très connus comme Christ est venu, Toi Notre Dame, Foule vivante dont une centaine de chants pour célébrer la liturgie eucharistique,. Il est le directeur d’une chorale de jeunes, Les Colibris, qu'il dirige depuis 1991.
À partir de 2004, Joseph Doré, archevêque de Strasbourg, le nomme responsable diocésain de liturgie, de musique sacrée et d’art sacré, fonction qu’il occupe jusqu’en 2009.
Au sein du groupe Bayard, de 1975 à 2010, il est rédacteur en chef de Signes d’aujourd’hui; et de 1990 à 2010 de Signes musiques. En 2020, il demeure conseiller éditorial pour le groupe.

## Publications

### Ouvrages
- Quand tu pries : les prières du chrétien, Bayard, 1995  (ISBN 978-2-22732-406-0)
- Laisse-toi réconcilier, Bayard, 1995  (ISBN 978-2-22732-404-6)
- Missel communautaire, tome 2, Bayard, 1995  (ISBN 978-2-22732-215-8)
- Ton livret de chrétien, Bayard, 1996  (ISBN 978-2-22732-411-4)
- Tu vivras, Bayard, 1997  (ISBN 978-2-22732-418-3)
- Réjouis toi marie, Bayard, 1997  (ISBN 978-2-22732-417-6)
- Découvrir le Notre Père, Salvator, 2002  (ISBN 978-2-87356-249-6)
- Découvrir la prière du Rosaire, Salvator, 2003  (ISBN 978-2-70670-354-6)
- La Messe en 50 questions, Éditions Salvator, 2007,  (ISBN 978-2-70670-515-1)
- Noël en 50 questions, Éditions Salvator, 2008  (ISBN 978-2-70670-633-2)
- Gestes et signes de la foi, Éditions Salvator, 2009  (ISBN 978-2-70670-671-4)
- Premières questions sur la liturgie, Desclée de Brouwer, Paris 2011  (ISBN 978-2-22006-275-4)
- Le Notre Père, Salvator, 2011  (ISBN 978-2-70670-796-4)
- Qui sont ma mère et mes frères ? Les intrigantes paroles de Jésus, Éditions du Cerf, Paris 2012  (ISBN 978-2-20409-868-7)
- Je crois en Dieu – Le secret de la foi, Éditions Salvator, 2012  (ISBN 978-2-70670-976-0)
- 50 idées reçues sur la liturgie, Salvator, 2013, 160 pages  (ISBN 978-2-70671-043-8)
Recension d'Anne Bamberg, in Revue des sciences religieuses, 2014 [lire en ligne]
- L'eucharistie, Novalis, 2014  (ISBN 978-2-89646-642-9)
- La confirmation, Novalis, 2014  (ISBN 978-2-89646-643-6)
- Petite initiation à la messe : A usage des jeunes et des moins jeunes !, Editions Médiaspaul, 2014, 172 pages  (ISBN 978-2-71221-327-5)
- Jours de fête !, ADF Musique (ASIN B00W6Q1XHA)
- Abba ! : Les grandes prières de la vie chrétienne, Bayard, 2015, 640 pages  (ISBN 978-2-22748-839-7)
- Psaumes pour les dimanches et fêtes année B (Livret de partitions), ADF Musique (ASIN B071S6RKTY)
- Psaumes pour les dimanches et fêtes année C (Livret de partitions), ADF Musique, 2016 (ASIN B01A6LZYB2)
- Préparons le baptême de notre enfant : Guide pratique pour célébrer le sacrement, Editions Médiaspaul, 2016  (ISBN 978-2-71221-430-2)
- Qu'est-ce que la vie éternelle ?, Bayard, 2017  (ISBN 978-2-22749-002-4)
- Dire Adieu, Bayard, 2017  (ISBN 978-2-22749-224-0)
- Bonne nouvelle - 25 chants d'Évangile pour l'année A (Livret de partitions), ADF Musique (ASIN B01M0276FN)
- Bonne nouvelle - 25 chants d'Évangile pour l'année B (Livret de partitions), ADF Musique (ASIN B0714C2W4W)
- Bonne nouvelle - 25 chants d'Évangile pour l'année C (Livret de partitions), ADF Musique (ASIN B07KLPTX1R)
- Les sept péchés capitaux, Bayard, 2019, 150 pages  (ISBN 978-2-22749-482-4)
- Brèves homélies et prières d'Evangile Année A, Salvator, 228 pages  (ISBN 978-2-70671-861-8)
- La crèche de Noël. Histoire d’une représentation, Bayard, 2019, 163 pages  (ISBN 978-2-22749-659-0)
Recension de Serge Hartmann in quotidien L'Alsace, édition du 20 décembre 2019,[lire en ligne]
- Brèves homélies et prières d'Evangile Année B, Salvator, 228 pages  (ISBN 978-2-70672-037-6)
- Marie d'hier à nos jours (essai), Bayard, janvier 2021

### Discographie
La discographie de Michel Wackenheim est abondante depuis le début des années 1990. Ci-dessous, une sélection :
- La messe des Anges, CD album, Studio SM, novembre 1992, Michel Wackenheim (chef d'orchestre), Jacques Berthier (orgue)
- Quatre saisons en chant grégorien, 1993, Michel Wackenheim (interprète)
- Nous te chantons Jésus, CD album, 1996, Michel Wackenheim (compositeur)
- Pose une étoile, CD album, 1998, Michel Wackenheim (compositeur)
- Ouvrez vos mains, CD album, Studio SM, 2001, , Michel Wackenheim (compositeur)
- Vers Noël avec Marie, CD album, Studio SM, 2002, , Michel Wackenheim (compositeur)
- La prière des saints, CD album, 2013, Michel Wackenheim (compositeur) [écouter en ligne]
- Chante-moi la Bible, CD album, 2015, avec Mannick, Jo Akepsimas
- Ecoute et vois, CD album, ADF Musique, 2020, Michel Wackenheim (compositeur)[écouter en ligne]